# Kevin Wimmer
Kevin Wimmer (født 15. November 1992) er en østrigsk fodboldspiller, der spiller som center back for den engelske fodboldklub Stoke City og Østrigs landshold.